# Фиуш-де-овуш
Фиуш-де-овуш (порт. Fios de ovos, «яичные нити») — традиционный португальский и бразильский десерт из яичных желтков вытянутых в тонкие нити и сваренных в сахарном сиропе. Блюдо также известно и в других странах. В Гоа этот десерт называется Letria, в Испании как уэво-иладо (исп. Huevo hilado, «крученое яйцо»), в Японии как кайран-сомен (яп. 鶏卵素麺, «лапша из куриных яиц»), в Камбодже как Vawee, в Малайзия как яла мас (англ. jala mas, «золотая сеть»), в Таиланде как фой тонг (ฝอยทอง; «золотые нити»), в Северном Малабарском регионе Кералы,  мутамала (മുട്ടമാല; «яичное кружево»).
В Португалии и Бразилии фиуш-де-овуш часто используют для начинки, украшения тортов и других десертов, а также в качестве дополнения к сладким блюдам. В Бразилии он также используются в качестве дополнения к пикантным блюдам, часто подаются с консервированными фруктами вместе с рождественской индейкой.

## История
Предположительно, фиуш-де-овуш, как и другие португальские десерты на основе яиц, был создан португальскими монахинями примерно в XIV или XV веках. В то время монастыри предоставляли услуги стирки вещей и «накрахмаливали» вещи при помощи яичных белков, в результате чего у них оставалось много неизрасходованных желтков. В Японию и Таиланд десерт вероятно попал через португальских мореплавателей между XVI и XVIII веками.

### Бразилия
В бразильской кухне фиуш-де-овуш используется для приготовления слоеного торта боло-марта-роха (порт. bolo Marta Rocha), названного в честь мисс Бразилии 1954 года, Марты Роха, состоящего из чередующихся слоев ванильного и шоколадного бисквита, покрытых взбитыми сливками, фиуш-де-овуш, и иногда другими топпингами, такими как коктейльные вишни и орехи. Десерт также используется аналогичным образом в качестве украшения для слоеного пирога торта-де-нозес (порт. torta de nozes), приготовленного из бисквитов с грецкими орехами, наполненного яичным заварным кремом и покрытого безе и фиуш-де-овуш.

### Таиланд
В Таиланде этот десерт называется фой тонг. Десерт был завезен из Португалии в Таиланд Марией Гуйомар де Пинья. Он назван так потому что представляет собой тонкие длинные желтые блестящие как шелк нити. А слово "тонг" (золото) несёт для тайцев положительный оттенок и при этом длинная полоса также символизирует  долгую жизнь и вечную любовь.

### Япония
В Японии десерт называется кейран сомен. Он является одним из десертов, попавших в страну во время торговли с южными варварами.